# Andilly (Charente Marítim)
Andilly és un municipi francès situat al departament del Charente Marítim i a la regió de la Nova Aquitània. L'any 2007 tenia 1.900 habitants.

## Demografia

### Població
El 2007 la població de fet d'Andilly era de 1.900 persones. Hi havia 715 famílies de les quals 138 eren unipersonals (69 homes vivint sols i 69 dones vivint soles), 212 parelles sense fills, 319 parelles amb fills i 46 famílies monoparentals amb fills.
La població ha evolucionat segons el següent gràfic:
Habitants censats

### Habitatges
El 2007 hi havia 794 habitatges, 722 eren l'habitatge principal de la família, 25 eren segones residències i 47 estaven desocupats. 782 eren cases i 12 eren apartaments. Dels 722 habitatges principals, 592 estaven ocupats pels seus propietaris, 118 estaven llogats i ocupats pels llogaters i 12 estaven cedits a títol gratuït; 2 tenien una cambra, 17 en tenien dues, 79 en tenien tres, 232 en tenien quatre i 392 en tenien cinc o més. 587 habitatges disposaven pel capbaix d'una plaça de pàrquing. A 264 habitatges hi havia un automòbil i a 416 n'hi havia dos o més.

### Piràmide de població
La piràmide de població per edats i sexe el 2009 era:
| Homes | Edats   | Dones |
| ----- | ------- | ----- |
| 0     | 95 o +  | 0     |
| 8     | 90 a 94 | 4     |
| 0     | 85 a 89 | 12    |
| 8     | 80 a 84 | 4     |
| 28    | 75 a 79 | 24    |
| 20    | 70 a 74 | 24    |
| 28    | 65 a 69 | 40    |
| 44    | 60 a 64 | 40    |
| 24    | 55 a 59 | 16    |
| 80    | 50 a 54 | 84    |
| 80    | 45 a 49 | 68    |
| 36    | 40 a 44 | 56    |
| 40    | 35 a 39 | 28    |
| 72    | 30 a 34 | 68    |
| 32    | 25 a 29 | 60    |
| 48    | 20 a 24 | 52    |
| 52    | 15 a 19 | 64    |
| 36    | 10 a 14 | 24    |
| 72    | 5 a 9   | 24    |
| 32    | 0 a 4   | 44    |

## Economia
El 2007 la població en edat de treballar era de 1.273 persones, 982 eren actives i 291 eren inactives. De les 982 persones actives 899 estaven ocupades (481 homes i 418 dones) i 82 estaven aturades (41 homes i 41 dones). De les 291 persones inactives 135 estaven jubilades, 81 estaven estudiant i 75 estaven classificades com a «altres inactius».

### Ingressos
El 2009 a Andilly hi havia 751 unitats fiscals que integraven 2.006 persones, la mediana anual d'ingressos fiscals per persona era de 18.232 €.

### Activitats econòmiques
Dels 66 establiments que hi havia el 2007, 1 era d'una empresa extractiva, 2 d'empreses de fabricació d'elements pel transport, 5 d'empreses de fabricació d'altres productes industrials, 17 d'empreses de construcció, 14 d'empreses de comerç i reparació d'automòbils, 2 d'empreses de transport, 2 d'empreses d'hostatgeria i restauració, 3 d'empreses financeres, 4 d'empreses immobiliàries, 2 d'empreses de serveis, 11 d'entitats de l'administració pública i 3 d'empreses classificades com a «altres activitats de serveis».
Dels 20 establiments de servei als particulars que hi havia el 2009, 1 era una oficina de correu, 1 taller de reparació d'automòbils i de material agrícola, 3 paletes, 1 guixaire pintor, 5 fusteries, 3 lampisteries, 2 electricistes, 2 perruqueries, 1 restaurant i 1 agència immobiliària.
Dels 4 establiments comercials que hi havia el 2009, 1 era una gran superfície de material de bricolatge, 1 una botiga de menys de 120 m², 1 una botiga d'electrodomèstics i 1 una floristeria.
L'any 2000 a Andilly hi havia 25 explotacions agrícoles que ocupaven un total de 2.108 hectàrees.

## Equipaments sanitaris i escolars
L'únic equipament sanitari que hi havia el 2009 era una farmàcia.
El 2009 hi havia 1 escola maternal i 2 escoles elementals.

## Poblacions més properes
El següent diagrama mostra les poblacions més properes.